# FC Thun
FC Thun, bildad 1 maj 1898, är en fotbollsklubb i Thun i Schweiz. FC Thun spelade i UEFA Champions League säsongen 2005/2006 efter att ha slagit ut Malmö FF i kvalet, men slogs ut i gruppspelet.